# Langues en Amérique du Nord

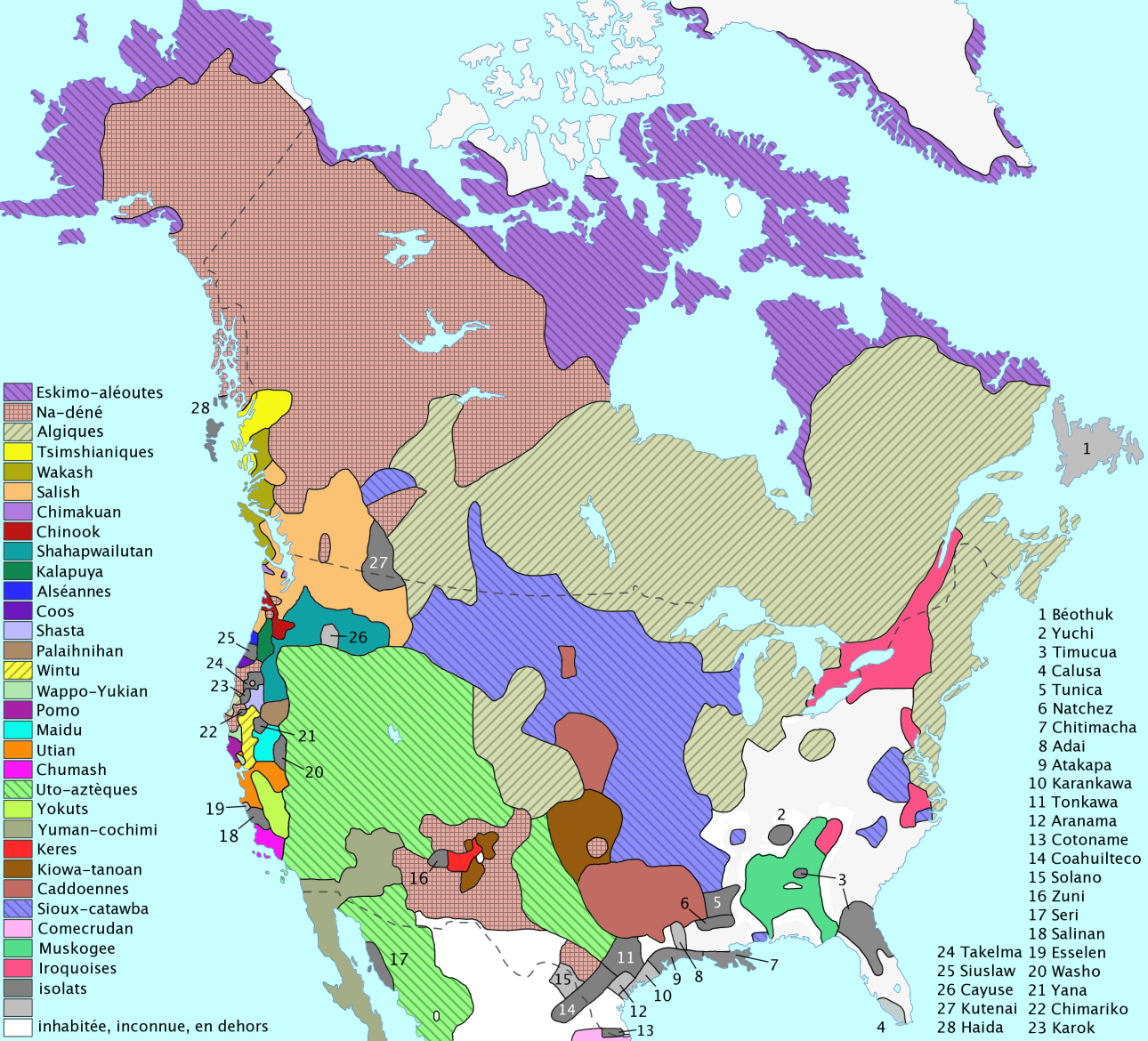
Familles de langues amérindiennes et isolats en Amérique du Nord

Les langues en Amérique du Nord (y compris les Antilles et l'Amérique centrale) proviennent en grande part de la colonisation européenne. 
Autrefois répandues, les nombreuses langues amérindiennes ont été largement remplacées par quatre principales langues coloniales : l'anglais, l'espagnol, le français, le danois et le néerlandais. S'y ajoutent les langues des immigrants, principalement l'italien, l'allemand et les langues chinoises. Il faut également y compter un certain nombre de langues créoles.

## Canada
Le Canada est officiellement bilingue avec l'anglais et le français. Sur les 34 millions d'habitants environ 22,1 % sont de langue maternelle française et 57,8 % de langue anglaise.
Le Québec est officiellement francophone, le Nouveau-Brunswick est bilingue, quant aux autres provinces, elles sont seulement anglophones avec une forte minorité francophone au nord de l'Ontario, et au sud du Manitoba.
Dans les territoires, les langues officielles sont le français, l'anglais et autres langues autochtones comme l'inuit.
Toronto est la métropole anglophone du Canada, Montréal est la métropole francophone du Canada et la seule dans toute l'Amérique.
- Français canadien ;
  - Français québécois ;
  - Français acadien ;
  - Français terre-neuvien.

## États-Unis
Les États-Unis n'ont pas de langues officielles, mais ils ont de facto l'anglais. Les 50 États sont majoritairement anglophones. Mais certains sont aussi bilingues, la Louisiane avec le français, le Nouveau-Mexique avec l'espagnol et les îles Hawaï avec l'hawaïen.
- Voir le Français de Louisiane

## Amérique centrale et Mexique
En Amérique centrale, la principale langue est l'espagnol, langue officielle dans presque tous les pays de la région.
Au Mexique, elle est l'unique langue officielle, on y trouve aussi la principale métropole hispanophone au monde : Mexico.
Au Belize, la langue officielle est l'anglais, mais la moitié des habitants parlent l'espagnol et le créole. Et comme tous les autres états, les langues mayas sont encore couramment parlées par des minorités.

## Antilles
C'est aux Antilles que l'on rencontre la plus grande variété de langues parlées. L'espagnol reste la langue la plus parlée, car elle est officielle à Cuba, en République dominicaine et coofficielle avec l'anglais à Porto Rico. Cette dernière est parlée dans le plus de pays, notamment en Jamaïque et dans les petites antilles. Le français est langue officielle de la Guadeloupe, Martinique et de Haïti avec le créole haïtien lui ressemblant beaucoup. Sainte-Lucie est bilingue avec le français et l'anglais.
Puis le néerlandais est parlé dans les Antilles néerlandaises et à Aruba, auquel s'ajoutent des créoles tel que le papiamento.
Ainsi, La Havane est la métropole hispanophone des Antilles, Port-au-Prince la métropole francophone et Kingston celle anglophone. Willemstad est la seule métropole de langue néerlandaise des Antilles, mais aussi d'Amérique du Nord.